# Igbo (peuple)
Pour les articles homonymes, voir Ibo.
 (septembre 2012).
Si vous disposez d'ouvrages ou d'articles de référence ou si vous connaissez des sites web de qualité traitant du thème abordé ici, merci de compléter l'article en donnant les références utiles à sa vérifiabilité et en les liant à la section « Notes et références ».

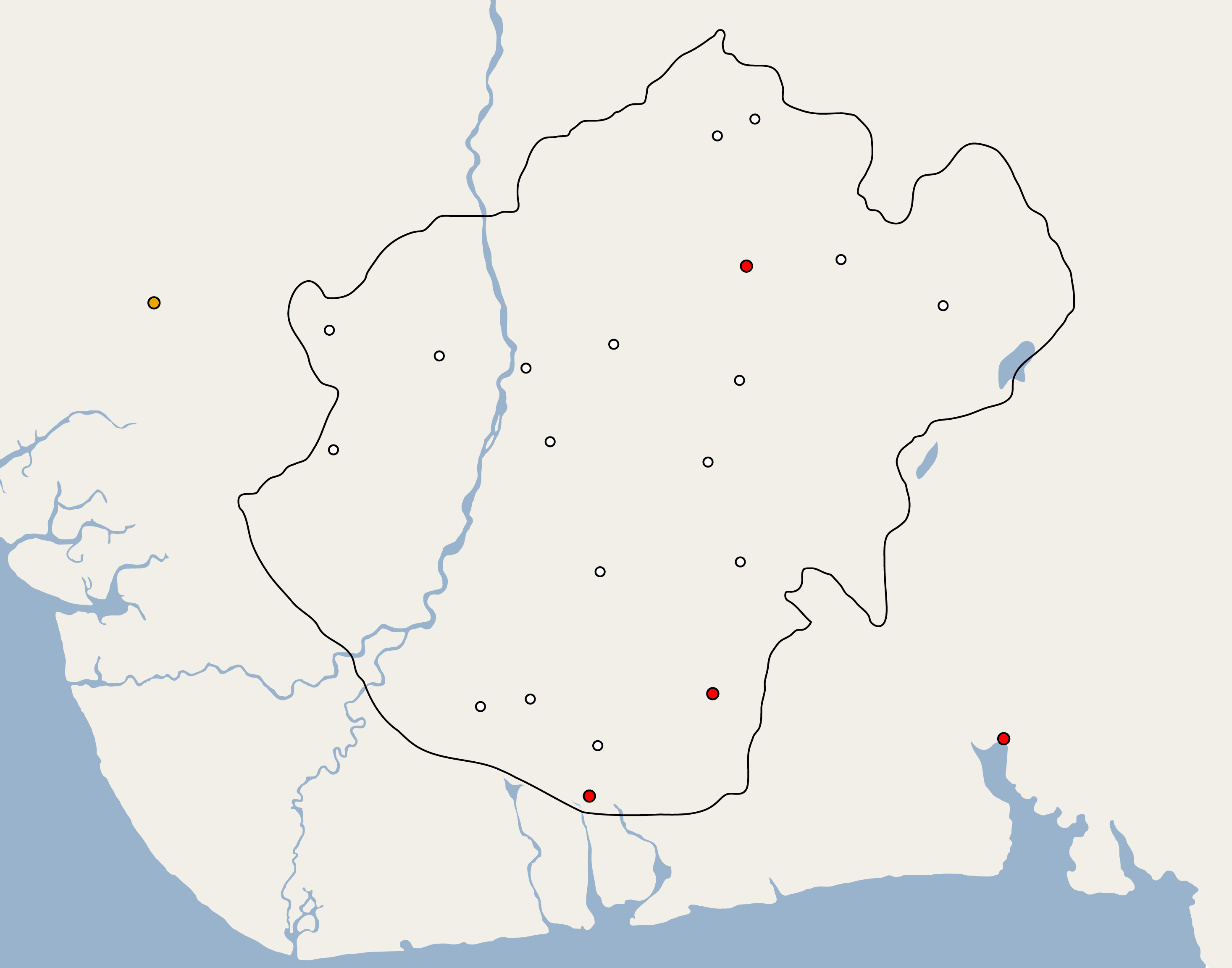
Carte du pays igbo.

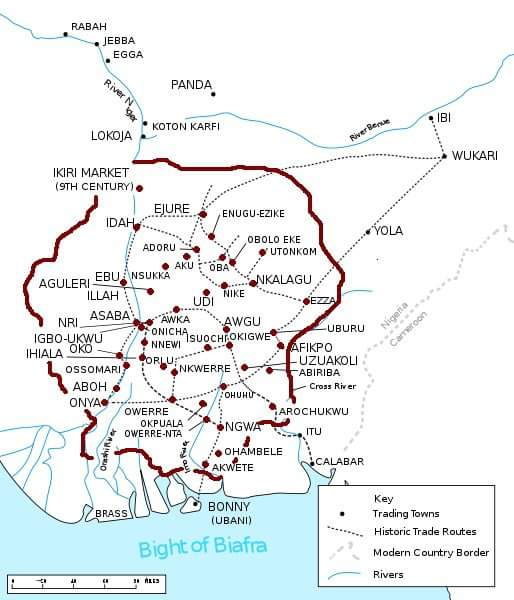
Routes commerciales précoloniales igbo.

Les Igbo sont une ethnie habitant le sud-est du Nigeria. Ils constituent 18 % de la population du Nigeria et donc représentent ainsi le troisième groupe ethnique le plus important du pays. Ils parlent l'igbo, une langue de la famille nigéro-congolaise. Ce sont des agriculteurs majoritairement chrétiens, dont la société est basée sur un système de classes d'âges.

## Ethnonymie
Selon les sources, on observe plusieurs variantes : Eboe, Heebo, Ibo, Ibos, Igbo, Igbos.
La désignation sous un même ethnonyme de l'ensemble des membres des différents clans igbo ne date que de l'entre deux guerres et des campagnes d'éducation menées à cette époque dans cette région par les missionnaires catholiques. Ceux ci ont emprunté un exonyme que différents groupes igbo ou apparentés employaient pour désigner péjorativement leurs voisins, qualifiés d'esclaves. Ce sens est aujourd'hui perdu et, dans les différents dialectes igbos, le terme correspondant désigne les gens, voire les paysans, sauf en igala, où ng'igbo continue de signifier esclaves.

## Histoire
Avant la colonisation européenne, les Igbo vivaient en clans autonomes, hiérarchisés et indépendants, ayant une structure politique de type démocratique. Certains de ces clans, notamment ceux situés à l'ouest du pays igbo (Onitsha, Aboh, Oguta), se sont organisés en royaumes.
Parmi ces clans, certains des plus influents furent :
- le royaume Nri (948-1911), l'un des plus anciens royaumes de l'actuel Nigeria, dont l'influence s'étendait, à son apogée vers le XIVe siècle, sur le tiers du pays igbo ; à sa tête se trouve l'Eze Nri (un prêtre-roi vénéré) avec un type de gouvernement théocratique ; dans les territoires sous influence du clan Nri, afin d'assurer des fonctions judiciaires (règlement de conflits) ou accomplir des rituels de purification, s'est développée la société secrète Nze na Ozo ;

- la Confédération Aro (1690-1902), union politique se situant dans le sud du pays igbo. Cette union politique de 19 cités-Etats deviendra rapidement un pouvoir économique dans la région. La confédération Aro fut une monarchie de type constitutionnelle, dont la capitale fut Arochukwu, située dans l'actuel État d'Abia. Ses principales sources de richesse furent l'exportation d'huile de palme et l'esclavage. De plus, elle jouissait d'une grande influence religieuse ; la principale divinité vénérée dans ce royaume était Ibini Ukpabi, surnommée « Long Juju » par les Britanniques. À sa tête se trouvaient l'Eze Aro, une sorte de roi-prêtre, et un conseil nommé Okpankpo.

L'arrivée des Britanniques dans les années 1870, apportant la religion chrétienne qui sera largement adoptée, fit aussi naître un sentiment d'identité ethnique. À l'indépendance du Nigeria, le pouvoir fut largement tenu par les deux autres ethnies majoritaires (Haoussas et Yorubas) amenant, après de nombreux heurts, à une déclaration d'indépendance sous le nom de Biafra en 1967. La sécession provoqua la guerre du Biafra avec le gouvernement du Nigeria et le conflit et la famine qui s’ensuivirent firent des millions de morts. Le Biafra fut réintégré au reste du Nigeria le 16 janvier 1970.

## Langue
L'igbo est la langue parlée par les Igbo et fait partie des langues officielles du Nigéria.
L'igbo utilise l'alphabet qui se compose de 36 lettres (nommé « Abichidi » en igbo standard).
L'igbo est une langue tonale, comme le yoruba ou le chinois. Les tonalités varient selon les dialectes. Les principales tonalités en langue igbo sont : 
- le ton haut (udaelu) ;
- le ton bas (udansuda).

Il existe des centaines de dialectes (nommés olumba en igbo standard), différents et propres à chaque communauté et présentant des degrés divers d'intelligibilité.
Le dialecte le plus répandu est l'igbo standard (Igbo izugbe), créé par des linguistes dans les années 1960 et utilisé en particulier dans la littérature, les médias, les traductions officielles ainsi que l'éducation.
Le premier ouvrage de fiction en langue igbo est un court roman intitulé Omenuko qui été publié en 1933. Son auteur est Pita Nwanna.
Par la suite, notamment dans les années 1960 et 1970, de nombreux romans et pièces de théâtre en langue igbo furent publiés, principalement dans le cadre scolaire.
Parmi les grands auteurs de langue igbo figurent Chinedu Ofomata, Tony Ubesie, Gabriella Nwaozuzu ainsi que Chidozie Ogbalu.

## Culture

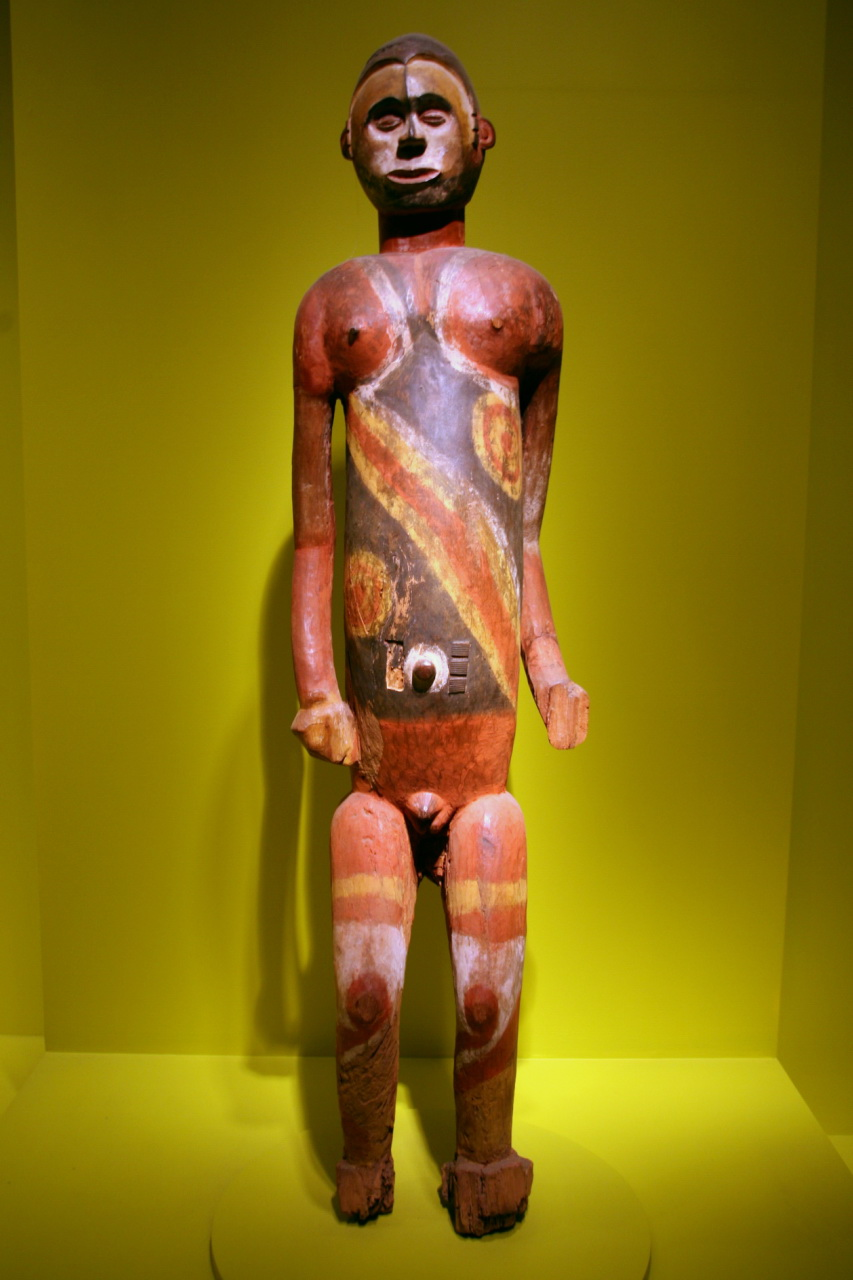
Statue monumentale, bois peint. Culture igbo. Début ou mi-XXe siècle. Cross River du sud-est Nigeria. National Museum of African Art.

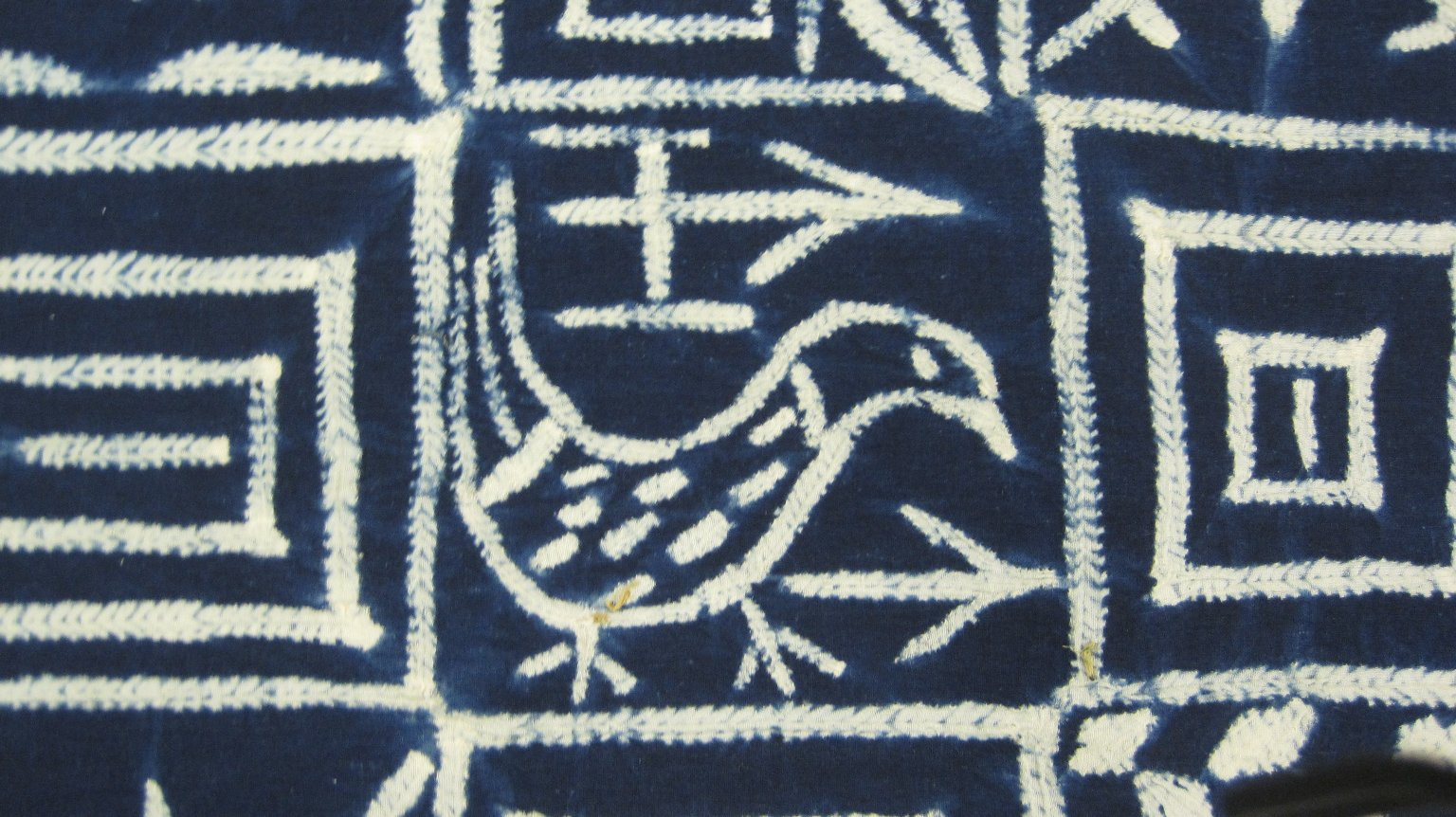
Tissu ukara (société Ekpe). Culture igbo. Cross River du sud-est Nigeria ou sud-ouest Cameroun.

Les Igbo sont des agriculteurs, devenus catholiques à la suite de la colonisation par les Anglais.
Leurs principales plantes cultivées sont l'igname, qui est leur aliment de base, mais aussi le maïs et le gombo.  
La nourriture occupe une place de premier plan dans la culture igbo, particulièrement l'igname : un festival annuel lui est consacré, le New Yam Festival. Traditionnellement, la fête du Yam est une fête de la moisson de l'igname organisée en l'honneur d'Ala, déesse de la terre et de la fertilité. En pays igbo, la noix de kola ( Oji, en igbo ) revêt une importance particulière : elle est présente sur les tables à tous les grands évènements (mariages, réunions de famille ou baptêmes) où elle est bénie (igo oji en langue igbo) puis brisée (iwa oji en langue igbo) et distribuée aux invités selon des règles qui varient en fonction des communautés, généralement par les hommes.

### Cuisine
La cuisine traditionnelle Igbo est riche et épicée. Elle comporte de nombreux légumes ainsi qu'une multitude de soupes (ofe en langue igbo) qui s'accompagnent de foufou, une sorte de pâte à base d'ignames épluchées, bouillies puis pilées (utara ji ou nni ji en igbo) , de manioc fermenté (akpu ou mgbaduga en langue igbo) ou de maïs (nni oka) ou encore de taro bouilli puis pilé (utara ede). Parmi les soupes les plus emblématiques figurent : 
- ofe akwu : un ragoût épicé à base d'huile extraite de noix de palme bouillies puis pilées, de poisson, de viande et de légumes ;
- ofe onugbu : un ragoût épicé à base de feuilles de vernonie commune (bitterleaf en anglais / onugbu en langue igbo) séchées puis pressées dans de l'eau plusieurs fois, de poisson, de viandes et de taro (ede en langue igbo) ;
- ofe okwuru : un ragoût épicé se composant de gombo (okwuru en langue igbo), de poisson, de viandes et de diverses épices ; ce plat est connu en Afrique francophone sous le nom de sauce gombo ;
- ofe oha (aussi appelée Ofe ora dans certains dialectes) : un ragoût épicé dont l’ingrédient principal est la feuille d'une plante appelée oha ou ora en langue igbo.

La cuisine traditionnelle igbo présente également une grande variété ; de nombreux plats étant spécifiques à certaines communautés. Ex : l'ofe achara, un ragoût épicé dont l'ingrédient principal est l'herbe éléphant (Pennisetum purpureum en latin, achara en langue igbo) qui est notamment consommée dans certaines communautés de l’état d'Abia comme Umuahia.

### Structure sociale traditionnelle
La société igbo est clanique : un clan (umunna/umuada en langue igbo) regroupe plusieurs familles ayant un ancêtre mâle commun. Les femmes issues du clan hors mariage constituent l'umuada et les hommes issus du clan hors mariage l'umunna. À la tête du clan figure l'homme le plus âgé (appelé okpara/opara ou diokpala dans certains dialectes) ainsi que la femme la plus agée (isi ada dans le dialecte de la ville d'Onitsha).
Les membres du clan organisent des réunions de membres du même sexe (nzuko umunna / umuada en langue igbo).
Le clan porte le nom de son fondateur précédé du préfixe umu-. 
Les sociétés Igbo sont également basées sur des classes d'âges (appelées ogbo, uke ou encore ebiri dans certains dialectes) : des sortes d'associations entre adultes du même âge qui participent à la vie de la communauté.
Les proverbes occupent une place importante dans la culture Igbo : il est dit que le proverbe est l'huile de palme avec laquelle les mots sont mangés (ilu bu mmanu eji eri okwu en igbo standard).
Ils sont utilisés quotidiennement par les Igbo. 

### Droit
Le droit igbo est la manière des Igbos d'orchestrer la vie en société à partir des principes de leur vision du monde.
La jurisprudence igbo sur la succession a été sanctionnée par la cour suprême du Nigeria car elle considère que ces successions ne permettent pas l'égalité des sexes. Une certaine méfiance existe dans la population vis-à-vis des pratiquants de la justice igbo. Ils sont notamment caractérisés à la fois comme des vestiges du droit colonial britannique et comme des défenseurs de peines barbares.

### Calendrier
Les calendriers traditionnels des diverses communautés Igbo sont lunaires. Pour certaines, ils se composent d'un cycle de 13 mois (mois se dit onwa en langue igbo) composés de 7 semaines (izu asaa en langue igbo ) de quatre jours intitulés Eke, Orie, Afo, Nkwo en igbo standard.

### Mythologie
Aujourd'hui, la plupart des Igbo sont catholiques mais nombreux sont encore ceux qui pratiquent le syncrétisme avec les formes de spiritualité traditionnelles.
La principale fête en pays Igbo est l'Iri Ji Ohuru (la fête de l'igname).
Même si aujourd'hui de nombreux Igbo sont chrétiens, la religion ancestrale igbo est connue sous le nom de « Odinani ». Dans la mythologie igbo, le Dieu suprême est appelé Chukwu (en) ("grand esprit") ; Chukwu a créé le monde et tout ce qu'il contient et est associé à toutes les choses sur Terre. Chukwu est aussi un dieu solaire. Pour les anciens Igbo, le cosmos était divisé en quatre ensembles complexes :
- Okike (Création) ;
- Alusi (en) (forces surnaturelles ou les divinités, comme Agwu Nsi, déesse de la divination) ;
- Mmuo (les esprits) ;
- Uwa (Le Monde).

Bien que la majorité des Igbo soient chrétiens, la culture igbo est toujours d'actualité et confirmée par toutes les confessions dans l'Igboland. Un exemple de celle-ci est l'Osu, le système des castes.

### Musique

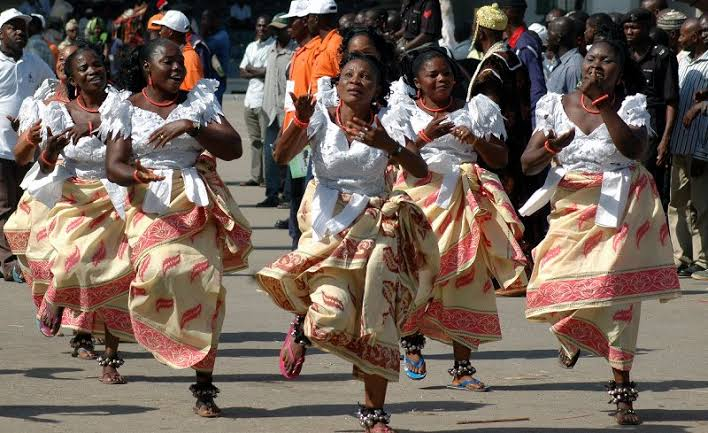
Tenue vestimentaire Anko dans une exposition traditionnelle.

Les musiques traditionnelles Igbo varient selon les communautés.
Les styles musicaux Igbo intègrent divers instruments à percussion :
- l'udu, sorte de pot d'argile ;
- l'igba (en), sorte de djembé ;
- l'ekwe (en), formé d'un tronc creusé ;
- l'ogene (en), une petite cloche en fer forgé ;

Parmi les autres instruments on peut citer l’opi, un instrument à vent semblable à la flûte et l'ichaka[Quoi ?].
Une autre forme de musique populaire parmi les Igbo est le style Highlife, fusion du jazz et de la musique traditionnelle qui est très populaire en Afrique de l'Ouest. Dr Sir Warrior, Oliver De Coque, Bright Chimezie ou Chef Osita Osadebe sont quatre musiciens représentatifs du Highlife Igbo du XXe siècle.

### Art
L'art igbo est connu pour ses masques et costumes représentant des personnes, des animaux, voire étant abstraits. La fonction des masques varie cependant selon les communautés.
Des bronzes datés du IXe siècle ont été découverts dans la ville d'Igbo Ukwu. Ces bronzes témoignent d'une maîtrise technique élevée de la part des artisans igbo.
Les Igbo pratiquent le Mbari, une forme d'art visuel qui consiste en une maison sacrée construite comme un rite de propitiatoire. Les maisons de Mbari de l’Owerri-Igbo, qui sont de grands abris carrés à plan ouvert, contiennent de nombreuses figures peintes de grandeur nature sculptées dans la boue pour apaiser les Alusi (en) (divinités) et Ala, la déesse de la terre, avec d’autres divinités du tonnerre et de l'eau.

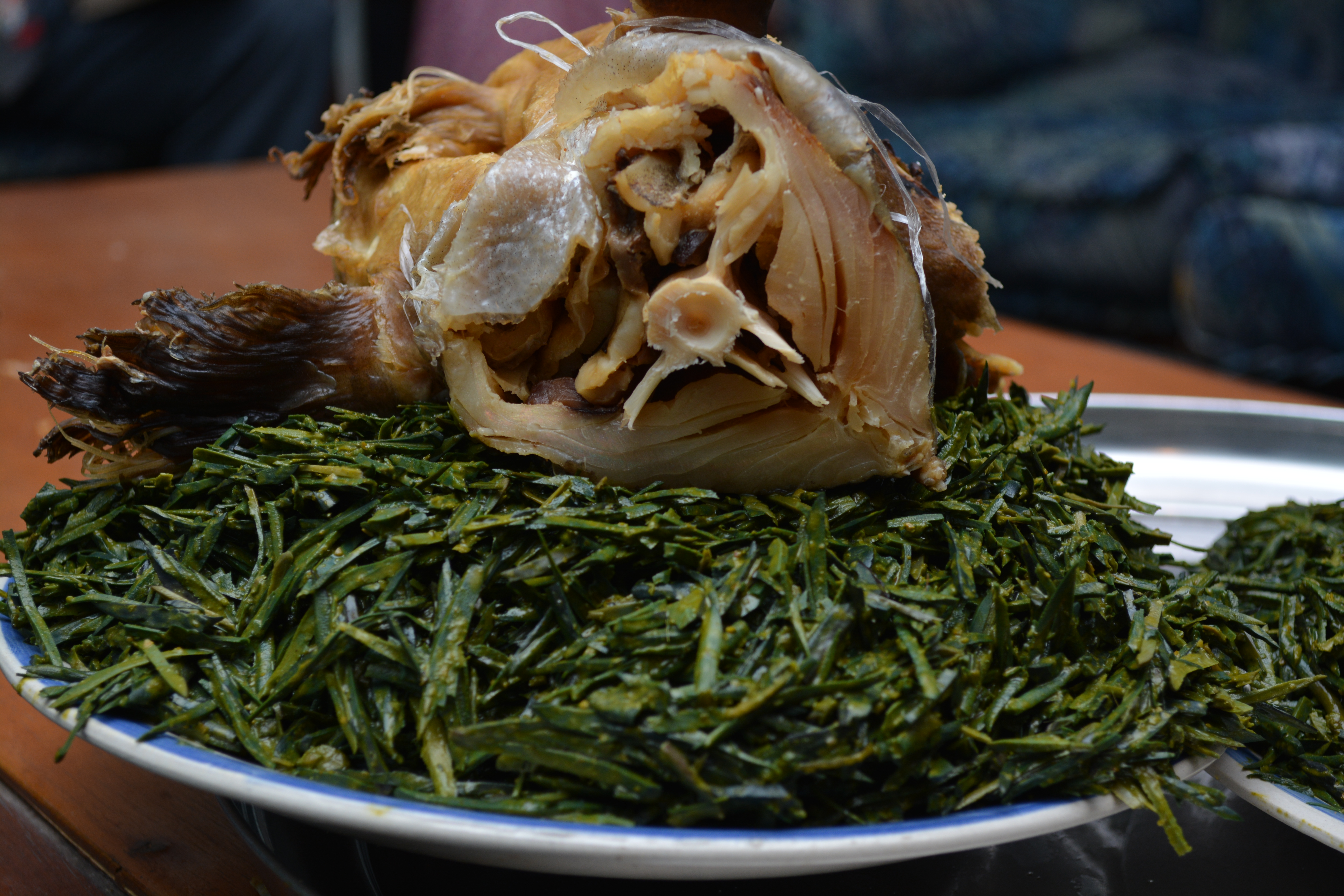
Ugba et okporoko.
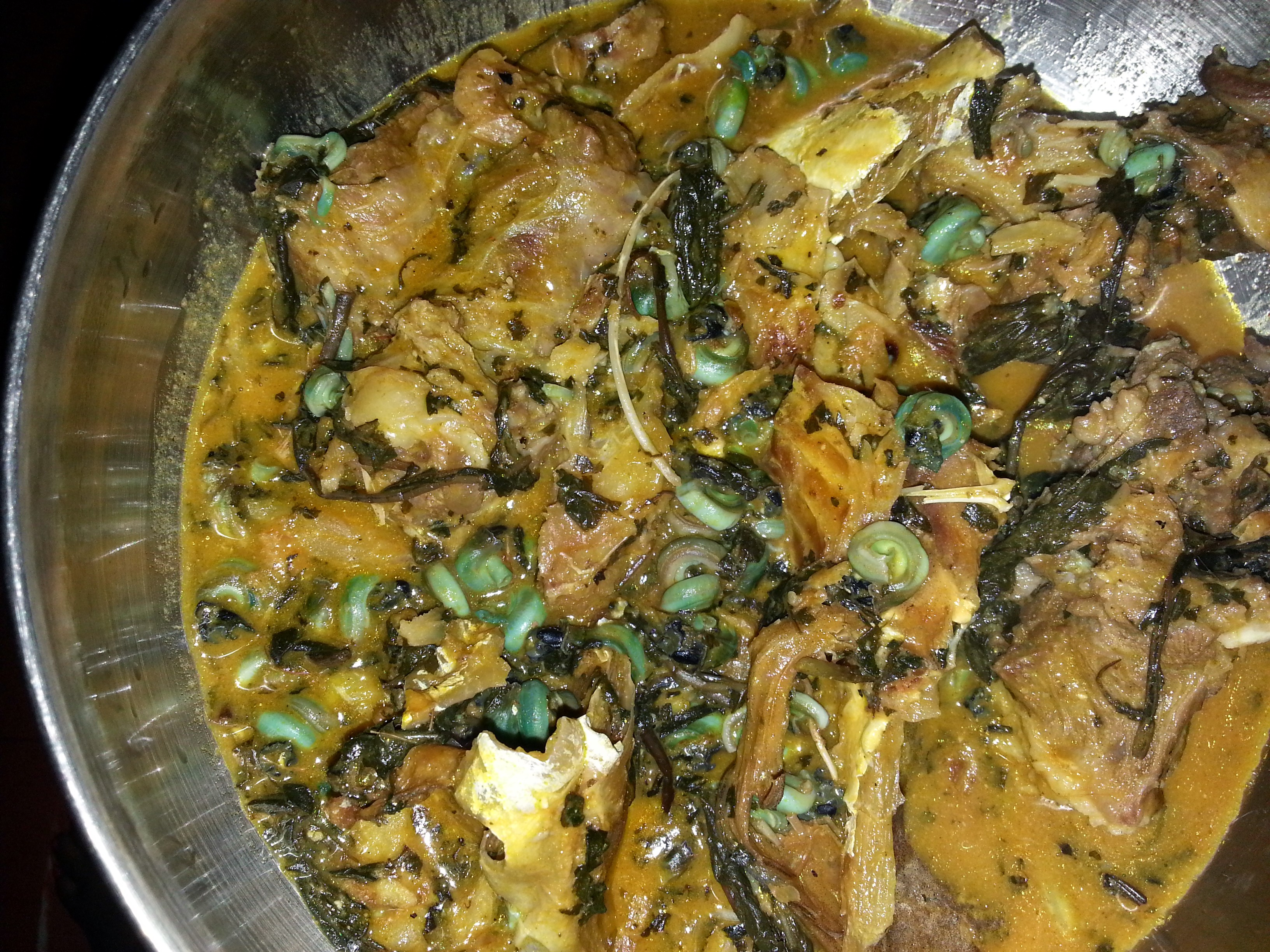
Soupe ogbono.
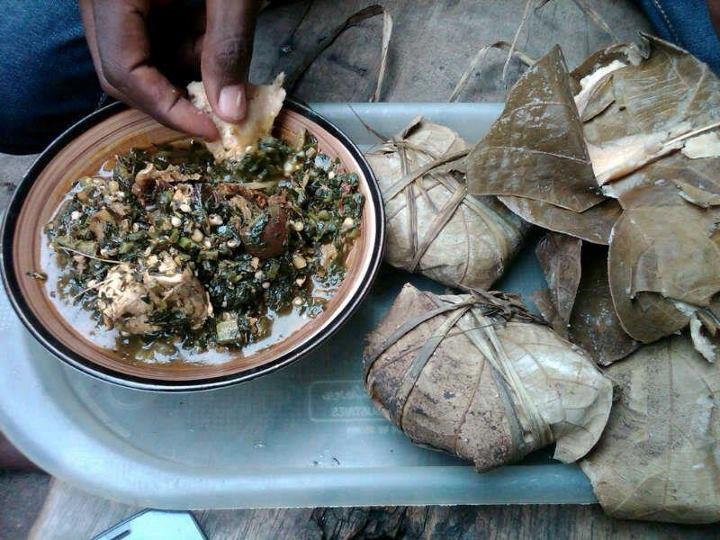
Isusu.
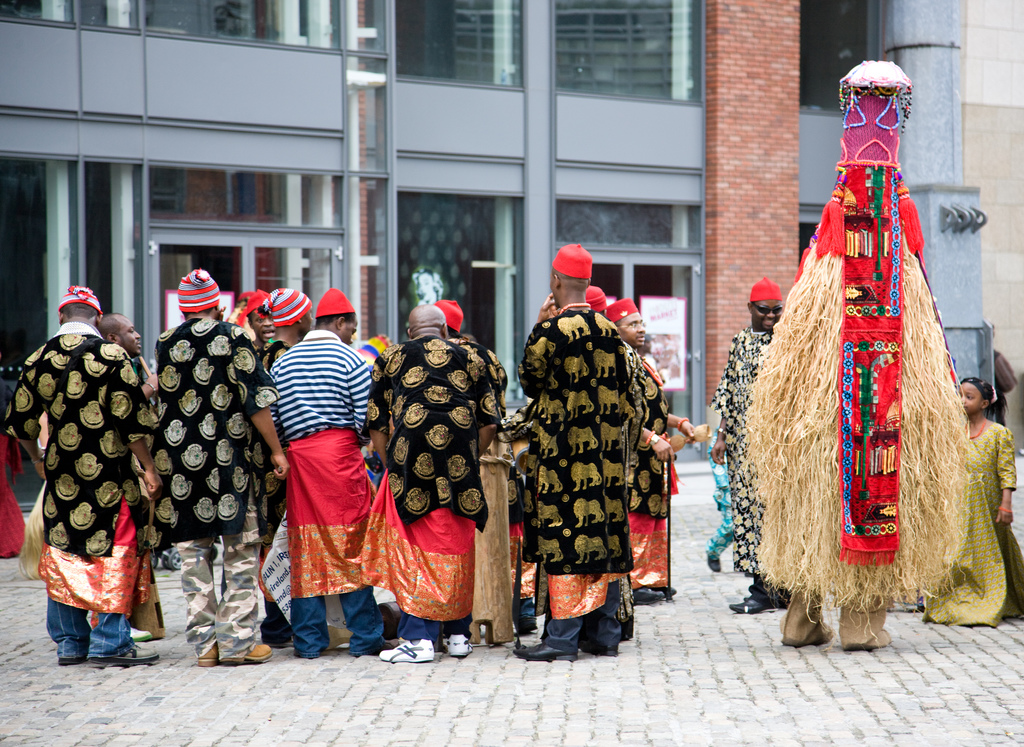
New Yam Festival à Dublin.

### Soins
Les Igbo ont une tradition de soin des femmes post-partum : l'ọmụgwọ.

## Population
Le chiffre de la population officielle Igbo au Nigéria est resté controversé, car la majorité des Igbo au Nigéria pensent que le gouvernement a délibérément dégonflé le chiffre officiel de la population Igbo, afin de donner à d'autres groupes ethniques la supériorité numérique. Le CIA World Factbook annonce une population d'Igbo de 24 à 25 millions d'individus.
Une sous-estimation délibérée de la population africaine a eu lieu depuis l'époque du colonialisme britannique au Nigeria, où la population Igbo a été estimé de 6 à 8 000 personnes.
En Afrique même, ils se répartiraient ainsi :
- Nigeria : 20 005 000
- Cameroun : 78 000
- Ghana : 48 000
- Guinée équatoriale : 21 000
- Gambie : 5 000

### La traite négrière transatlantique

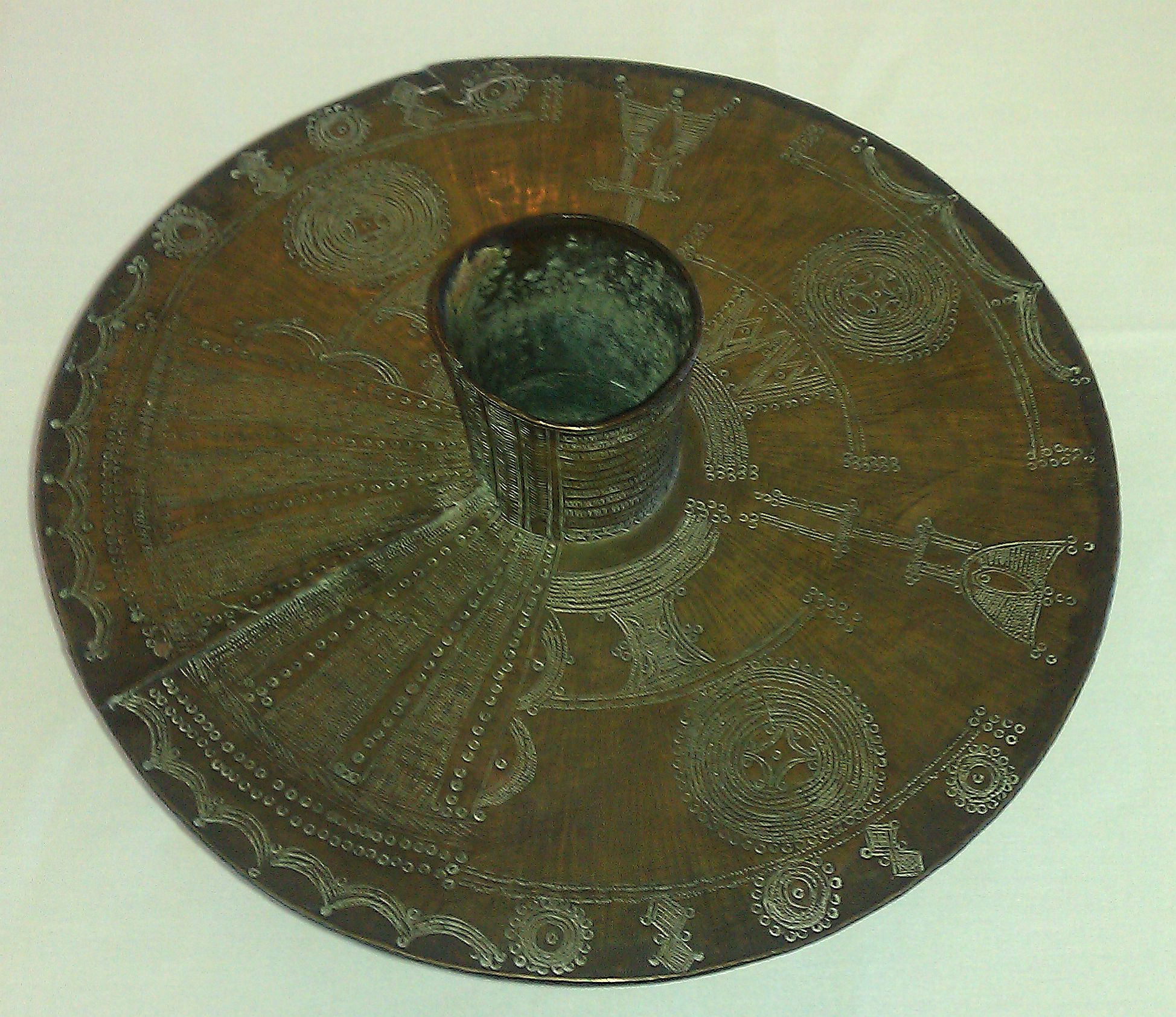
Bracelet de cheville en laiton Igbo.

La traite négrière transatlantique qui a eu lieu entre le XVIe siècle et le XIXe siècle a fortement affecté les Igbo. Le golfe du Biafra, avec ses grands ports de commerce des biens et des esclaves dans la zone comprise entre Bonny et Calabar ville, a été la région où la plupart des Igbo ont été capturés. Les esclaves sont généralement originaires du littoral ou ont été vendus de force par d'autres Africains à des marchands d'esclaves européens mais ils furent majoritairement razziés par les Européens pour les Amériques. La baie de Biafra a été la troisième zone de départ d'esclaves, représentant jusqu'à 14,6 % du trafic total entre 1650 et 1900. Les esclaves Igbo étaient connus pour leur caractère rebelle, avec un fort taux de suicide.

### Juifs igbos
Les Juifs igbos pratiquent la religion juive et prétendent provenir de l'émigration hébraïque et ultérieurement juive d'Afrique du Nord et d'Égypte en Afrique de l'Ouest. Des légendes orales parmi les Igbos racontent que cette migration s'est déroulée il y a environ 1500 ans. Il y a actuellement 26 synagogues dans le pays, et la communauté juive est estimée à environ 40 000 personnes, sur un total de 140 000 000 Nigerians . Les communautés d'Abuja avec la synagogue Gihon et celle de Port Harcourt sont parmi les plus importantes. On compte une trentaine de synagogues au Nigeria. Ils se nomment les Hebrewits[réf. nécessaire]. 
Les Juifs igbos ne sont pas les seuls Nigérians se réclamant de l'héritage juif. D'autres tribus pratiquent le judaïsme, dont certaines appartenant à l'ethnie Yoruba.

## Personnalités d'origine igbo

### Arts plastiques
- Chike Aniakor
- Ben Enwonwu
- Krydz Ikwuemesi
- Ada Udechukwu
- Obiora Udechukwu
- Uche Okeke

### Acteurs/Actrices
- Uzo Aduba (1981-)
- Genevieve Nnaji (1979-)
- Caroline Chikezie (1974-)
- Megalyn Echikunwoke (1983-)
- Chiwetel Ejiofor (1974-)
- Paul Robeson (1898-1976)
- Forest Whitaker (1961-)
- Blair Underwood (1964-)
- Tony Umez (1964-)
- Area Scatter, actrice transformiste

### Journalistes
- Christina Anyanwu (1951-)

### Musiciens/Musiciennes
- P-Square
- Dr Alban
- Nnenna Freelon (1954-)
- Lemar (1978-)
- Prince Nico Mbarga
- Runtown
- Shaffer Chimere Smith (1982-)
- Kele Okereke (1981-)
- Flavour Nabania
- Jidenna Mobisson (1985-)
- Nelly Uchendu (1950 – 12 avril 2005)
- Tyler, The Creator
- Tinie Tempah
- CKay

### Philosophes
- Emmanuel Chukwudi Eze (1963-2007)

### Personnalités politiques

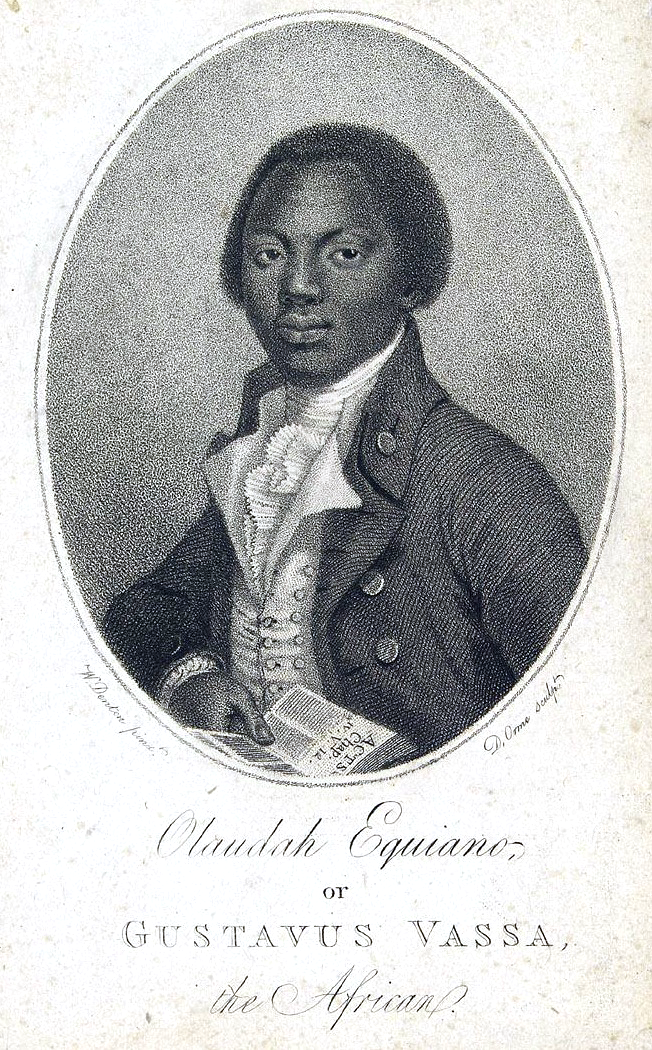
L'abolitionniste Olaudah Equiano.

- Emeka Anyaoku
- Nnamdi Azikiwe
- Uche Chukwumerije
- Olaudah Equiano (1745-1797)
- Toni Iwobi
- Ojo Maduekwe
- Joy Ogwu
- Chuba Okadigbo
- Odumegwu Emeka Ojukwu
- Nnamdi Kanu
- Peter Obi

### Écrivains et écrivaines

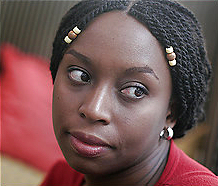
Chimamanda Ngozi Adichie.

- Chinua Achebe (1930-2013)
- Chimamanda Ngozi Adichie (1977-)
- Akwaeke Emezi (1987-)
- Flora Nwapa (1931-1993)
- Chigozie Obioma (1986-)
- Nnedi Okorafor (1974-)

### Sportifs et sportives
- Monica Okoye (1998-
- Obinna Metu (1988-
- Francis Obikwelu (1978-)
- John Amaechi (1970-)
- Aloysius Anagonye (1981-)
- Kelenna Azubuike (1983-)
- Emeka Okafor (1982-)
- Ime Udoka (1977-)
- Victor Agali (1978-)
- Chioma Ajunwa (1970-)
- Victor Anichebe (1988-)
- Christian Chukwu
- Ugo Ehiogu (1972-)
- Eric Ejiofor (1979-)
- Ifeanyi Emeghara (1984-)
- Victor Ezeji (1981-)
- Nwankwo Kanu (1976-)
- Obinna Nwaneri (1982-)
- Victor Nsofor Obinna (1987-)
- Uche Okafor (1967-)
- Uche Okechukwu (1967-)
- Jay-Jay Okocha (1973-)
- Onyekachi Okonkwo (1982-)
- Isaac Okoronkwo (1978-)
- Oguchi Onyewu (1982-)
- Alex Iwobi (1996-)